# Batalha campal

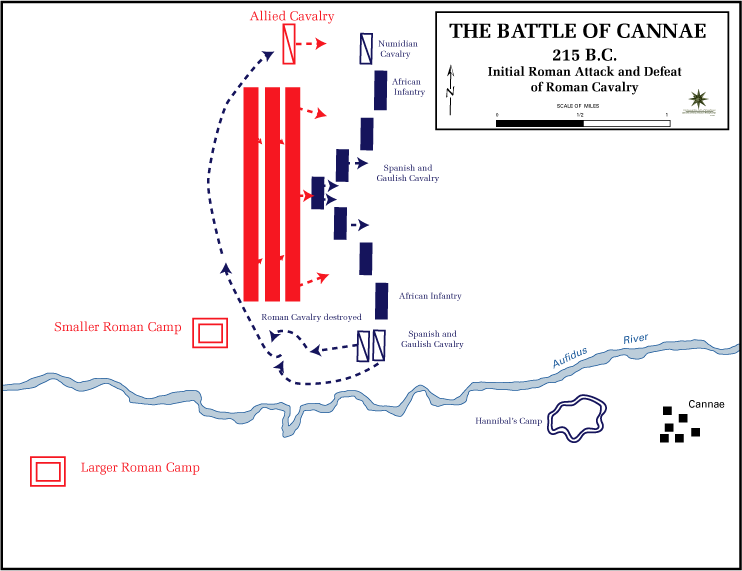
Batalha de Canas, 216 a.C. - ataque romano inicial

Uma batalha campal ou batalha de bola parada é uma batalha na qual as forças opostas antecipam o cenário da batalha e cada uma escolhe se comprometer com ela. Qualquer um dos lados pode ter a opção de se desengajar antes do início da batalha ou logo depois. Uma batalha campal não é um encontro casual, como um confronto, ou onde um lado é forçado a lutar em um momento que não é de sua escolha, como acontece em um cerco ou emboscada. As batalhas campais são geralmente cuidadosamente planejadas para maximizar os pontos fortes de alguém contra as fraquezas de um oponente e usar uma gama completa de enganos, fintas e outras manobras. Eles também são planejados para aproveitar o terreno favorável à força de alguém. Forças fortes na cavalaria, por exemplo, não selecionarão pântanos, florestas ou terrenos montanhosos para a luta planejada. Por exemplo, o general cartaginês Aníbal escolheu um terreno relativamente plano perto da aldeia de Canas para seu grande confronto com os romanos, não o terreno rochoso dos altos Apeninos. Da mesma forma, o comandante Zulu Shaka evitava terrenos com florestas ou pântanos, dando preferência a campos abertos — planos ou em encostas montanhosas — onde as alas de cerco do exército zulu (Impi) podiam manobrar livremente para cercar o inimigo. As batalhas campais continuaram a evoluir ao longo da história, à medida que os exércitos implementavam novas tecnologias e táticas.   
Durante o período pré-histórico, as batalhas campais foram estabelecidas como o principal método para o conflito organizado e enfatizaram a implementação de armas rudimentares de mão e mísseis em formações soltas. Isso se desenvolveu no período clássico à medida que armas e armaduras se tornaram mais sofisticadas e aumentaram a eficácia da infantaria pesada. As batalhas campais diminuíram em tamanho e frequência durante a Idade Média e viram a implementação de cavalaria pesada e novas formações de contra-cavalaria. O início do período moderno viu a introdução de armas de fogo rudimentares e artilharia desenvolvendo novas táticas para responder ao estado de rápida mudança da guerra de pólvora. O final do período moderno viu melhorias na tecnologia de armas de fogo, que viram a padronização da infantaria de rifle, cavalaria e artilharia durante as batalhas. As batalhas campais diminuíram no final do século 19 e cessaram na Primeira Guerra Mundial por causa dos desenvolvimentos tecnológicos que estabeleceram a guerra de trincheiras. Embora existam alguns exemplos de batalhas campais que ocorreram em grande escala durante a Segunda Guerra Mundial, durante o período pós-guerra, as batalhas campais efetivamente deixaram de existir devido à prevalência da guerra irregular. A maior batalha da história da guerra foi a Batalha de Kursk.